# ABA Playoffs 1973
Gli ABA Playoffs 1973 si conclusero con la vittoria degli Indiana Pacers, campioni della Western Division (Playoff), che sconfissero i campioni della Eastern Division (Playoff) i Kentucky Colonels.

## Squadre qualificate

### Eastern Division
1. Carolina Cougars
2. Kentucky Colonels
3. Virginia Squires
4. N.Y. Nets

### Western Division
1. Utah Stars
2. Indiana Pacers
3. Denver Rockets
4. San Diego Conq.

## Tabellone
|  | Semifinali di Division | Semifinali di Division | Semifinali di Division |                   |                | Finali di Division | Finali di Division | Finali di Division |  |  | ABA Finals | ABA Finals | ABA Finals |  |
|  |                        |                        |                        |                   |                |                    |                    |                    |  |  |            |            |            |  |
|  | 1                      | Utah Stars *           | 4                      |                   |                |                    |                    |                    |  |  |            |            |            |  |
|  | 1                      | Utah Stars *           | 4                      |                   |                |                    |                    |                    |  |  |            |            |            |  |
|  | 4                      | San Diego Conq.        | 0                      |                   |                |                    |                    |                    |  |  |            |            |            |  |
|  | 4                      | San Diego Conq.        | 0                      |                   | 1              | Utah Stars *       | 2                  |                    |  |  |            |            |            |  |
|  |                        |                        |                        |                   | 1              | Utah Stars *       | 2                  |                    |  |  |            |            |            |  |
|  |                        |                        | 2                      | Indiana Pacers    | 4              |                    |                    |                    |  |  |            |            |            |  |
|  | 3                      | Denver Rockets         | 2                      | Indiana Pacers    | 4              | 1                  |                    |                    |  |  |            |            |            |  |
|  | 3                      | Denver Rockets         |                        |                   |                |                    |                    |                    |  |  |            |            |            |  |
|  | 2                      | Indiana Pacers         | 4                      |                   |                |                    |                    |                    |  |  |            |            |            |  |
|  | 2                      | Indiana Pacers         | 4                      |                   | Indiana Pacers | Indiana Pacers     | 4                  |                    |  |  |            |            |            |  |
|  |                        |                        |                        |                   |                |                    |                    |                    |  |  |            |            |            |  |
|  |                        |                        | Kentucky Colonels      | Kentucky Colonels | 3              |                    |                    |                    |  |  |            |            |            |  |
|  | 1                      | Carolina Cougars *     | Kentucky Colonels      | Kentucky Colonels | 3              | 4                  |                    |                    |  |  |            |            |            |  |
|  | 1                      | Carolina Cougars *     |                        |                   |                |                    |                    |                    |  |  |            |            |            |  |
|  | 4                      | N.Y. Nets              | 1                      |                   |                |                    |                    |                    |  |  |            |            |            |  |
|  | 4                      | N.Y. Nets              | 1                      |                   | 1              | Carolina Cougars * | 3                  |                    |  |  |            |            |            |  |
|  |                        |                        |                        |                   | 1              | Carolina Cougars * | 3                  |                    |  |  |            |            |            |  |
|  |                        |                        | 2                      | Kentucky Colonels | 4              |                    |                    |                    |  |  |            |            |            |  |
|  | 3                      | Virginia Squires       | 2                      | Kentucky Colonels | 4              | 1                  |                    |                    |  |  |            |            |            |  |
|  | 3                      | Virginia Squires       |                        |                   |                |                    |                    |                    |  |  |            |            |            |  |
|  | 2                      | Kentucky Colonels      | 4                      |                   |                |                    |                    |                    |  |  |            |            |            |  |

Legenda
- * Vincitore Division
- "Grassetto" Vincitore serie
- "Corsivo" Squadra con fattore campo

## Eastern Division

### Semifinali

#### (1) Carolina Cougars - (4) New York Nets
RISULTATO FINALE: 4-1
| Greensboro 30 marzo 1973 Gara 1     | Carolina Cougars | 104 – 96 (24-24, 29-21, 22-29, 29-22) referto | N.Y. Nets | Greensboro Coliseum (4.725 spett.) |
| B. Cunningham 25 Punti B. Paultz 26 |                  |                                               |           |                                    |
|                                     |                  |                                               |           |                                    |
| B. Cunningham 25                    | Punti            | B. Paultz 26                                  |           |                                    |

| Raleigh 31 marzo 1973 Gara 2 | Carolina Cougars | 111 – 114 (d.1t.s.) (20-30, 29-21, 24-19, 30-33) (8-11) referto | N.Y. Nets | Reynolds Coliseum (6.343 spett.) |
| B. Cunningham 24 Punti J. Baum 26 M. Calvin 5 Assist B. Taylor , B. Melchionni , J. Roche 3 B. Cunningham 16 Rimbalzi G. Carter 14 |                  |                                                                 |           |                                  |
| |                  |                                                                 |           |                                  |
| B. Cunningham 24 | Punti            | J. Baum 26                                                      |           |                                  |
| M. Calvin 5 | Assist           | B. Taylor, B. Melchionni, J. Roche 3                            |           |                                  |
| B. Cunningham 16 | Rimbalzi         | G. Carter 14                                                    |           |                                  |

| Uniondale 3 aprile 1973 Gara 3                                                                                  | N.Y. Nets | 91 – 101 (33-29, 15-17, 25-27, 18-28) referto | Carolina Cougars | Nassau Veterans Memorial Coliseum (8.418 spett.) |
| B. Taylor 25 Punti M. Calvin 28 B. Melchionni 5 Assist M. Calvin 5 G. Carter , B. Paultz 11 Rimbalzi T. Owens 9 |           |                                               |                  |                                                  |
| |           |                                               |                  |                                                  |
| B. Taylor 25 | Punti     | M. Calvin 28                                  |                  |                                                  |
| B. Melchionni 5                                                                                                 | Assist    | M. Calvin 5                                   |                  |                                                  |
| G. Carter, B. Paultz 11                                                                                         | Rimbalzi  | T. Owens 9                                    |                  |                                                  |

| Uniondale 5 aprile 1973 Gara 4                                                                           | N.Y. Nets | 108 – 112 (31-25, 14-37, 37-28, 26-22) referto | Carolina Cougars | Nassau Veterans Memorial Coliseum (7.867 spett.) |
| G. Carter 29 Punti B. Cunningham 29 B. Melchionni 8 Assist M. Calvin 6 B. Paultz 13 Rimbalzi T. Owens 10 |           |                                                |                  |                                                  |
| |           |                                                |                  |                                                  |
| G. Carter 29                                                                                             | Punti     | B. Cunningham 29                               |                  |                                                  |
| B. Melchionni 8                                                                                          | Assist    | M. Calvin 6                                    |                  |                                                  |
| B. Paultz 13                                                                                             | Rimbalzi  | T. Owens 10                                    |                  |                                                  |

| Greensboro 6 aprile 1973 Gara 5 | Carolina Cougars | 136 – 113 (36-24, 33-36, 38-20, 29-33) referto | N.Y. Nets | Greensboro Coliseum (6.388 spett.) |
| T. Owens 26 Punti G. Carter 25  |                  |                                                |           |                                    |
|                                 |                  |                                                |           |                                    |
| T. Owens 26                     | Punti            | G. Carter 25                                   |           |                                    |

PRECEDENTI IN REGULAR SEASON
| Regular Season 1972-73 | Carolina Cougars | 8 – 3 | N.Y. Nets | Referto 1 - Referto 2 - Referto 3 - Referto 4, Referto 5 - Referto 6, Referto 7 - Referto 8 - Referto 9 - Referto 10 - Referto 11 |
| Carolina Cougars 126 Carolina Cougars 105 New York Nets 112 New York Nets 99 New York Nets 107 Carolina Cougars 110 New York Nets 105 Carolina Cougars 104 Carolina Cougars 123 New York Nets 93 New York Nets 111 Punti 78 New York Nets 97 New York Nets 107 Carolina Cougars 103 Carolina Cougars 110 Carolina Cougars 97 New York Nets 93 Carolina Cougars 112 New York Nets 106 New York Nets 107 Carolina Cougars 123 Carolina Cougars |                  | |           | |
| |                  | |           | |
| Carolina Cougars 126 Carolina Cougars 105 New York Nets 112 New York Nets 99 New York Nets 107 Carolina Cougars 110 New York Nets 105 Carolina Cougars 104 Carolina Cougars 123 New York Nets 93 New York Nets 111 | Punti            | 78 New York Nets 97 New York Nets 107 Carolina Cougars 103 Carolina Cougars 110 Carolina Cougars 97 New York Nets 93 Carolina Cougars 112 New York Nets 106 New York Nets 107 Carolina Cougars 123 Carolina Cougars |           | |

PRECEDENTI NEI PLAYOFF

Si è trattata della prima sfida tra le due squadre ai playoff.

#### (2) Kentucky Colonels - (3) Virginia Squires
RISULTATO FINALE: 4-1
| Louisville 30 marzo 1973 Gara 1                                                                | Kentucky Colonels | 129 – 101 (33-28, 29-24, 30-20, 37-29) referto | Virginia Squires | Freedom Hall (4.692 spett.) |
| D. Issel 43 Punti J. Erving 21 M. Gale 6 Assist F. Taylor 5 A. Gilmore 14 Rimbalzi J. Erving 9 |                   |                                                |                  |                             |
|                                                                                                |                   |                                                |                  |                             |
| D. Issel 43                                                                                    | Punti             | J. Erving 21                                   |                  |                             |
| M. Gale 6                                                                                      | Assist            | F. Taylor 5                                    |                  |                             |
| A. Gilmore 14                                                                                  | Rimbalzi          | J. Erving 9                                    |                  |                             |

| Louisville 1 aprile 1973 Gara 2                                                                 | Kentucky Colonels | 94 – 109 (31-21, 23-35, 26-20, 14-33) referto | Virginia Squires | Freedom Hall (5.139 spett.) |
| D. Issel 35 Punti J. Erving 41 A. Gilmore 6 Assist J. Eakins 5 D. Issel 6 Rimbalzi J. Eakins 14 |                   |                                               |                  |                             |
|                                                                                                 |                   |                                               |                  |                             |
| D. Issel 35                                                                                     | Punti             | J. Erving 41                                  |                  |                             |
| A. Gilmore 6                                                                                    | Assist            | J. Eakins 5                                   |                  |                             |
| D. Issel 6                                                                                      | Rimbalzi          | J. Eakins 14                                  |                  |                             |

| Norfolk 3 aprile 1973 Gara 3                                                                      | Virginia Squires | 113 – 115 (d.1t.s.) (27-28, 21-20, 22-28, 33-27) (10-12) referto | Kentucky Colonels | Norfolk Scope (9.621 spett.) |
| J. Erving 35 Punti D. Issel 31 J. Eakins 5 Assist J. O'Brien 10 G. Gervin 12 Rimbalzi D. Issel 18 |                  |                                                                  |                   |                              |
|                                                                                                   |                  |                                                                  |                   |                              |
| J. Erving 35                                                                                      | Punti            | D. Issel 31                                                      |                   |                              |
| J. Eakins 5                                                                                       | Assist           | J. O'Brien 10                                                    |                   |                              |
| G. Gervin 12                                                                                      | Rimbalzi         | D. Issel 18                                                      |                   |                              |

| Hampton 6 aprile 1973 Gara 4                                                                                    | Virginia Squires | 90 – 108 (25-19, 22-30, 23-28, 20-31) referto | Kentucky Colonels | Hampton Coliseum (8.644 spett.) |
| G. Gervin 23 Punti D. Issel , A. Gilmore 22 J. Erving 5 Assist J. O'Brien 8 J. Eakins 15 Rimbalzi A. Gilmore 11 |                  |                                               |                   |                                 |
| |                  |                                               |                   |                                 |
| G. Gervin 23 | Punti            | D. Issel, A. Gilmore 22                       |                   |                                 |
| J. Erving 5 | Assist           | J. O'Brien 8                                  |                   |                                 |
| J. Eakins 15 | Rimbalzi         | A. Gilmore 11                                 |                   |                                 |

| Louisville 7 aprile 1973 Gara 5                                                                  | Kentucky Colonels | 114 – 103 (29-32, 22-30, 31-21, 32-20) referto | Virginia Squires | Freedom Hall (16.887 spett.) |
| D. Issel 27 Punti J. Eakins 32 M. Gale 6 Assist E. Mueller 7 A. Gilmore 15 Rimbalzi J. Eakins 12 |                   |                                                |                  |                              |
|                                                                                                  |                   |                                                |                  |                              |
| D. Issel 27                                                                                      | Punti             | J. Eakins 32                                   |                  |                              |
| M. Gale 6                                                                                        | Assist            | E. Mueller 7                                   |                  |                              |
| A. Gilmore 15                                                                                    | Rimbalzi          | J. Eakins 12                                   |                  |                              |

PRECEDENTI IN REGULAR SEASON
| Regular Season 1972-73 | Kentucky Colonels | 8 – 3 | Virginia Squires | Referto 1 - Referto 2 - Referto 3 - Referto 4, Referto 5 - Referto 6, Referto 7 - Referto 8 - Referto 9 - Referto 10 - Referto 11 |
| Kentucky Colonels 130 Virginia Squires 122 Kentucky Colonels 119 Virginia Squires 113 Kentucky Colonels 113 Virginia Squires 99 Virginia Squires 105 Virginia Squires 105 Kentucky Colonels 117 Virginia Squires 113 Kentucky Colonels 111 Punti 110 Virginia Squires 115 Kentucky Colonels 105 Virginia Squires 109 Kentucky Colonels 106 Virginia Squires 106 Kentucky Colonels 100 Kentucky Colonels 112 Kentucky Colonels 97 Virginia Squires 119 Kentucky Colonels 95 Virginia Squires |                   | |                  | |
| |                   | |                  | |
| Kentucky Colonels 130 Virginia Squires 122 Kentucky Colonels 119 Virginia Squires 113 Kentucky Colonels 113 Virginia Squires 99 Virginia Squires 105 Virginia Squires 105 Kentucky Colonels 117 Virginia Squires 113 Kentucky Colonels 111 | Punti             | 110 Virginia Squires 115 Kentucky Colonels 105 Virginia Squires 109 Kentucky Colonels 106 Virginia Squires 106 Kentucky Colonels 100 Kentucky Colonels 112 Kentucky Colonels 97 Virginia Squires 119 Kentucky Colonels 95 Virginia Squires |                  | |

PRECEDENTI NEI PLAYOFF
|  | Kentucky Colonels (1971) | 1 – 0 | Virginia Squires |  |

### Finale

#### (1) Carolina Cougars - (2) Kentucky Colonels
RISULTATO FINALE: 3-4
| Charlotte 11 aprile 1973 Gara 1                                                                       | Carolina Cougars | 103 – 113 (35-31, 17-25, 28-29, 23-28) referto | Kentucky Colonels | Charlotte Coliseum (9.165 spett.) |
| B. Cunningham 25 Punti R. Mount 31 B. Cunningham 6 Assist W. Simon 7 T. Owens 16 Rimbalzi D. Issel 12 |                  |                                                |                   |                                   |
| |                  |                                                |                   |                                   |
| B. Cunningham 25                                                                                      | Punti            | R. Mount 31                                    |                   |                                   |
| B. Cunningham 6                                                                                       | Assist           | W. Simon 7                                     |                   |                                   |
| T. Owens 16                                                                                           | Rimbalzi         | D. Issel 12                                    |                   |                                   |

| Greensboro 14 aprile 1973 Gara 2                                                                            | Carolina Cougars | 125 – 105 (29-23, 26-21, 36-30, 34-31) referto | Kentucky Colonels | Greensboro Coliseum (5.103 spett.) |
| B. Cunningham 27 Punti R. Mount 29 B. Cunningham 9 Assist M. Gale 7 B. Cunningham 15 Rimbalzi A. Gilmore 11 |                  |                                                |                   |                                    |
| |                  |                                                |                   |                                    |
| B. Cunningham 27                                                                                            | Punti            | R. Mount 29                                    |                   |                                    |
| B. Cunningham 9                                                                                             | Assist           | M. Gale 7                                      |                   |                                    |
| B. Cunningham 15                                                                                            | Rimbalzi         | A. Gilmore 11                                  |                   |                                    |

| Louisville 16 aprile 1973 Gara 3                                                                           | Kentucky Colonels | 108 – 94 (29-20, 28-25, 20-24, 31-25) referto | Carolina Cougars | Freedom Hall (10.422 spett.) |
| D. Issel 34 Punti T. Owens 17 W. Simon , M. Gale 5 Assist J. Caldwell 7 A. Gilmore 15 Rimbalzi T. Owens 10 |                   |                                               |                  |                              |
| |                   |                                               |                  |                              |
| D. Issel 34                                                                                                | Punti             | T. Owens 17                                   |                  |                              |
| W. Simon, M. Gale 5                                                                                        | Assist            | J. Caldwell 7                                 |                  |                              |
| A. Gilmore 15                                                                                              | Rimbalzi          | T. Owens 10                                   |                  |                              |

| Louisville 18 aprile 1973 Gara 4                                                                    | Kentucky Colonels | 91 – 102 (21-31, 29-22, 20-25, 21-24) referto | Carolina Cougars | Freedom Hall (16.238 spett.) |
| D. Issel 31 Punti B. Cunningham 32 J. O'Brien 5 Assist M. Calvin 6 D. Issel 15 Rimbalzi T. Owens 17 |                   |                                               |                  |                              |
| |                   |                                               |                  |                              |
| D. Issel 31                                                                                         | Punti             | B. Cunningham 32                              |                  |                              |
| J. O'Brien 5                                                                                        | Assist            | M. Calvin 6                                   |                  |                              |
| D. Issel 15                                                                                         | Rimbalzi          | T. Owens 17                                   |                  |                              |

| Greensboro 20 aprile 1973 Gara 5                                                                                          | Carolina Cougars | 112 – 107 (31-23, 18-29, 34-33, 29-22) referto | Kentucky Colonels | Greensboro Coliseum (11.988 spett.) |
| B. Cunningham 30 Punti D. Issel 36 B. Cunningham 5 Assist L. Dampier , J. O'Brien 5 B. Cunningham 15 Rimbalzi D. Issel 12 |                  |                                                |                   |                                     |
| |                  |                                                |                   |                                     |
| B. Cunningham 30 | Punti            | D. Issel 36                                    |                   |                                     |
| B. Cunningham 5 | Assist           | L. Dampier, J. O'Brien 5                       |                   |                                     |
| B. Cunningham 15 | Rimbalzi         | D. Issel 12                                    |                   |                                     |

| Louisville 21 aprile 1973 Gara 6                                                                         | Kentucky Colonels | 119 – 100 (29-20, 26-28, 31-26, 33-26) referto | Carolina Cougars | Freedom Hall (16.892 spett.) |
| R. Mount 25 Punti B. Cunningham 26 W. Simon 8 Assist M. Calvin 5 A. Gilmore 16 Rimbalzi B. Cunningham 20 |                   |                                                |                  |                              |
| |                   |                                                |                  |                              |
| R. Mount 25                                                                                              | Punti             | B. Cunningham 26                               |                  |                              |
| W. Simon 8                                                                                               | Assist            | M. Calvin 5                                    |                  |                              |
| A. Gilmore 16                                                                                            | Rimbalzi          | B. Cunningham 20                               |                  |                              |

| Charlotte 24 aprile 1973 Gara 7 | Carolina Cougars | 96 – 107 (18-26, 27-24, 16-28, 35-29) referto | Kentucky Colonels | Charlotte Coliseum (10.231 spett.) |
| B. Cunningham 16 Punti D. Issel 31 B. Cunningham , S. Jones , M. Calvin 3 Assist W. Simon , R. Mount , L. Dampier 3 T. Owens 16 Rimbalzi D. Issel 17 |                  |                                               |                   |                                    |
| |                  |                                               |                   |                                    |
| B. Cunningham 16 | Punti            | D. Issel 31                                   |                   |                                    |
| B. Cunningham, S. Jones, M. Calvin 3 | Assist           | W. Simon, R. Mount, L. Dampier 3              |                   |                                    |
| T. Owens 16 | Rimbalzi         | D. Issel 17                                   |                   |                                    |

PRECEDENTI IN REGULAR SEASON
| Regular Season 1972-73 | Carolina Cougars | 6 – 5 | Kentucky Colonels | Referto 1 - Referto 2 - Referto 3 - Referto 4, Referto 5 - Referto 6, Referto 7 - Referto 8 - Referto 9 - Referto 10 - Referto 11 |
| Kentucky Colonels 100 Carolina Cougars 114 Kentucky Colonels 111 Carolina Cougars 117 Carolina Cougars 111 Kentucky Colonels 119 Carolina Cougars 104 Kentucky Colonels 111 Kentucky Colonels 99 Carolina Cougars 120 Carolina Cougars 97 Punti 105 Carolina Cougars 112 Kentucky Colonels 126 Carolina Cougars 122 Kentucky Colonels 115 Kentucky Colonels 112 Carolina Cougars 91 Kentucky Colonels 103 Carolina Cougars 104 Carolina Cougars 108 Kentucky Colonels 118 Kentucky Colonels |                  | |                   | |
| |                  | |                   | |
| Kentucky Colonels 100 Carolina Cougars 114 Kentucky Colonels 111 Carolina Cougars 117 Carolina Cougars 111 Kentucky Colonels 119 Carolina Cougars 104 Kentucky Colonels 111 Kentucky Colonels 99 Carolina Cougars 120 Carolina Cougars 97 | Punti            | 105 Carolina Cougars 112 Kentucky Colonels 126 Carolina Cougars 122 Kentucky Colonels 115 Kentucky Colonels 112 Carolina Cougars 91 Kentucky Colonels 103 Carolina Cougars 104 Carolina Cougars 108 Kentucky Colonels 118 Kentucky Colonels |                   | |

PRECEDENTI NEI PLAYOFF

Si è trattata della prima sfida tra le due squadre ai playoff.

## Western Division

### Semifinali

#### (1) Utah Stars - (4) San Diego Conquistadors
RISULTATO FINALE: 4-0
| Salt Lake City 2 aprile 1973 Gara 1                                                               | Utah Stars | 107 – 93 (30-21, 19-23, 26-27, 32-22) referto | San Diego Conq. | Salt Palace (7.268 spett.) |
| R. Boone 27 Punti S. Johnson 22 R. Boone 8 Assist C. Williams 8 G. Govan 15 Rimbalzi R. Robbins 8 |            |                                               |                 |                            |
|                                                                                                   |            |                                               |                 |                            |
| R. Boone 27                                                                                       | Punti      | S. Johnson 22                                 |                 |                            |
| R. Boone 8                                                                                        | Assist     | C. Williams 8                                 |                 |                            |
| G. Govan 15                                                                                       | Rimbalzi   | R. Robbins 8                                  |                 |                            |

| Salt Lake City 4 aprile 1973 Gara 2 | Utah Stars | 103 – 92 (34-23, 19-26, 26-26, 24-17) referto | San Diego Conq. | Salt Palace (7.271 spett.) |
| W. Wise 29 Punti C. Williams 23     |            |                                               |                 |                            |
|                                     |            |                                               |                 |                            |
| W. Wise 29                          | Punti      | C. Williams 23                                |                 |                            |

| San Diego 7 aprile 1973 Gara 3 | San Diego Conq. | 96 – 97 (20-24, 27-24, 26-19, 23-30) referto | Utah Stars | Peterson Gym (1.729 spett.) |
| O. Taylor 22 Punti W. Wise 24  |                 |                                              |            |                             |
|                                |                 |                                              |            |                             |
| O. Taylor 22                   | Punti           | W. Wise 24                                   |            |                             |

| San Diego 8 aprile 1973 Gara 4  | San Diego Conq. | 98 – 120 (30-25, 19-32, 19-35, 30-28) referto | Utah Stars | Peterson Gym (1.394 spett.) |
| S. Johnson 19 Punti R. Boone 27 |                 |                                               |            |                             |
|                                 |                 |                                               |            |                             |
| S. Johnson 19                   | Punti           | R. Boone 27                                   |            |                             |

PRECEDENTI IN REGULAR SEASON
| Regular Season 1972-73 | Utah Stars | 7 – 4 | San Diego Conq. | Referto 1 - Referto 2 - Referto 3 - Referto 4, Referto 5 - Referto 6, Referto 7 - Referto 8 - Referto 9 - Referto 10 - Referto 11 |
| San Diego Conquistadors 107 Utah Stars 132 San Diego Conquistadors 122 Utah Stars 128 San Diego Conquistadors 89 Utah Stars 116 San Diego Conquistadors 97 Utah Stars 99 Utah Stars 118 San Diego Conquistadors 101 San Diego Conquistadors 120 Punti 123 Utah Stars 110 San Diego Conquistadors 111 Utah Stars 95 San Diego Conquistadors 111 Utah Stars 122 San Diego Conquistadors (1 t.s.) 92 Utah Stars 89 San Diego Conquistadors 107 San Diego Conquistadors 112 Utah Stars 113 Utah Stars |            | |                 | |
| |            | |                 | |
| San Diego Conquistadors 107 Utah Stars 132 San Diego Conquistadors 122 Utah Stars 128 San Diego Conquistadors 89 Utah Stars 116 San Diego Conquistadors 97 Utah Stars 99 Utah Stars 118 San Diego Conquistadors 101 San Diego Conquistadors 120 | Punti      | 123 Utah Stars 110 San Diego Conquistadors 111 Utah Stars 95 San Diego Conquistadors 111 Utah Stars 122 San Diego Conquistadors (1 t.s.) 92 Utah Stars 89 San Diego Conquistadors 107 San Diego Conquistadors 112 Utah Stars 113 Utah Stars |                 | |

PRECEDENTI NEI PLAYOFF

Si è trattata della prima sfida tra le due squadre ai playoff.

#### (2) Indiana Pacers - (3) Denver Rockets
RISULTATO FINALE: 4-1
| Indianapolis 31 marzo 1973 Gara 1                                                             | Indiana Pacers | 114 – 91 (29-24, 25-21, 31-18, 29-28) referto | Denver Rockets | Indiana State Fair Coliseum (7.051 spett.) |
| R. Brown 20 Punti B. Beck 25 B. Keller 7 Assist R. Simpson 5 D. Hillman 9 Rimbalzi B. Beck 13 |                |                                               |                |                                            |
|                                                                                               |                |                                               |                |                                            |
| R. Brown 20                                                                                   | Punti          | B. Beck 25                                    |                |                                            |
| B. Keller 7                                                                                   | Assist         | R. Simpson 5                                  |                |                                            |
| D. Hillman 9                                                                                  | Rimbalzi       | B. Beck 13                                    |                |                                            |

| Indianapolis 1 aprile 1973 Gara 2                                                                   | Indiana Pacers | 106 – 93 (23-31, 25-19, 25-26, 33-17) referto | Denver Rockets | Indiana State Fair Coliseum (7.235 spett.) |
| F. Lewis 30 Punti R. Simpson 29 B. Keller 4 Assist W. Jabali 6 M. Daniels 23 Rimbalzi D. Robisch 12 |                |                                               |                |                                            |
| |                |                                               |                |                                            |
| F. Lewis 30                                                                                         | Punti          | R. Simpson 29                                 |                |                                            |
| B. Keller 4                                                                                         | Assist         | W. Jabali 6                                   |                |                                            |
| M. Daniels 23                                                                                       | Rimbalzi       | D. Robisch 12                                 |                |                                            |

| Denver 3 aprile 1973 Gara 3                                                                         | Denver Rockets | 105 – 94 (32-19, 23-23, 31-31, 19-21) referto | Indiana Pacers | Denver Auditorium Arena (5.335 spett.) |
| D. Robisch 22 Punti G. McGinnis 32 A. Smith 11 Assist F. Lewis 11 J. Keye 21 Rimbalzi M. Daniels 13 |                |                                               |                |                                        |
| |                |                                               |                |                                        |
| D. Robisch 22                                                                                       | Punti          | G. McGinnis 32                                |                |                                        |
| A. Smith 11                                                                                         | Assist         | F. Lewis 11                                   |                |                                        |
| J. Keye 21                                                                                          | Rimbalzi       | M. Daniels 13                                 |                |                                        |

| Denver 5 aprile 1973 Gara 4                                                                          | Denver Rockets | 95 – 97 (32-21, 22-24, 23-26, 18-26) referto | Indiana Pacers | Denver Auditorium Arena (6.904 spett.) |
| R. Simpson 41 Punti M. Daniels 25 A. Smith 5 Assist F. Lewis 10 D. Robisch 19 Rimbalzi M. Daniels 11 |                |                                              |                |                                        |
| |                |                                              |                |                                        |
| R. Simpson 41                                                                                        | Punti          | M. Daniels 25                                |                |                                        |
| A. Smith 5                                                                                           | Assist         | F. Lewis 10                                  |                |                                        |
| D. Robisch 19                                                                                        | Rimbalzi       | M. Daniels 11                                |                |                                        |

| Indianapolis 7 aprile 1973 Gara 5                                                                  | Indiana Pacers | 121 – 107 (32-26, 28-27, 33-24, 28-30) referto | Denver Rockets | Indiana State Fair Coliseum (9.816 spett.) |
| D. Freeman 30 Punti D. Robisch 28 B. Keller 10 Assist A. Smith 8 M. Daniels 23 Rimbalzi J. Keye 18 |                |                                                |                |                                            |
| |                |                                                |                |                                            |
| D. Freeman 30                                                                                      | Punti          | D. Robisch 28                                  |                |                                            |
| B. Keller 10                                                                                       | Assist         | A. Smith 8                                     |                |                                            |
| M. Daniels 23                                                                                      | Rimbalzi       | J. Keye 18                                     |                |                                            |

PRECEDENTI IN REGULAR SEASON
| Regular Season 1972-73 | Indiana Pacers | 4 – 7 | Denver Rockets | Referto 1 - Referto 2 - Referto 3 - Referto 4, Referto 5 - Referto 6, Referto 7 - Referto 8 - Referto 9 - Referto 10 - Referto 11 |
| Indiana Pacers 90 Denver Rockets 116 Denver Rockets 106 Denver Rockets 118 Denver Rockets 106 Indiana Pacers 119 Indiana Pacers 130 Indiana Pacers 92 Indiana Pacers 114 Denver Rockets 101 Indiana Pacers 116 Punti 96 Denver Rockets 99 Indiana Pacers 119 Indiana Pacers 108 Indiana Pacers 105 Indiana Pacers 128 Denver Rockets 113 Denver Rockets 97 Denver Rockets 105 Denver Rockets 92 Indiana Pacers 94 Denver Rockets |                | |                | |
| |                | |                | |
| Indiana Pacers 90 Denver Rockets 116 Denver Rockets 106 Denver Rockets 118 Denver Rockets 106 Indiana Pacers 119 Indiana Pacers 130 Indiana Pacers 92 Indiana Pacers 114 Denver Rockets 101 Indiana Pacers 116 | Punti          | 96 Denver Rockets 99 Indiana Pacers 119 Indiana Pacers 108 Indiana Pacers 105 Indiana Pacers 128 Denver Rockets 113 Denver Rockets 97 Denver Rockets 105 Denver Rockets 92 Indiana Pacers 94 Denver Rockets |                | |

PRECEDENTI NEI PLAYOFF
|  | Indiana Pacers (1972) | 1 – 0 | Denver Rockets |  |

### Finale

#### (1) Utah Stars - (2) Indiana Pacers
RISULTATO FINALE: 2-4
| Salt Lake City 12 aprile 1973 Gara 1                                                            | Utah Stars | 124 – 107 (30-25, 27-27, 32-32, 35-23) referto | Indiana Pacers | Salt Palace (7.712 spett.) |
| W. Wise 29 Punti G. McGinnis 31 R. Boone 9 Assist F. Lewis 8 Z. Beaty 18 Rimbalzi M. Daniels 14 |            |                                                |                |                            |
|                                                                                                 |            |                                                |                |                            |
| W. Wise 29                                                                                      | Punti      | G. McGinnis 31                                 |                |                            |
| R. Boone 9                                                                                      | Assist     | F. Lewis 8                                     |                |                            |
| Z. Beaty 18                                                                                     | Rimbalzi   | M. Daniels 14                                  |                |                            |

| Salt Lake City 14 aprile 1973 Gara 2                                                                                                 | Utah Stars | 110 – 116 (27-33, 31-26, 26-36, 26-21) referto | Indiana Pacers | Salt Palace (12.233 spett.) |
| W. Wise 29 Punti D. Freeman 31 R. Boone 7 Assist G. McGinnis , M. Daniels , D. Buse 5 Z. Beaty , G. Govan 11 Rimbalzi G. McGinnis 16 |            |                                                |                |                             |
| |            |                                                |                |                             |
| W. Wise 29 | Punti      | D. Freeman 31                                  |                |                             |
| R. Boone 7 | Assist     | G. McGinnis, M. Daniels, D. Buse 5             |                |                             |
| Z. Beaty, G. Govan 11 | Rimbalzi   | G. McGinnis 16                                 |                |                             |

| Indianapolis 16 aprile 1973 Gara 3                                                                                     | Indiana Pacers | 118 – 108 (23-27, 24-23, 36-27, 35-31) referto | Utah Stars | Indiana State Fair Coliseum (9.353 spett.) |
| G. McGinnis 31 Punti Z. Beaty 27 B. Keller 4 Assist W. Wise , G. Govan , J. Jones 3 G. McGinnis 17 Rimbalzi W. Wise 15 |                |                                                |            |                                            |
| |                |                                                |            |                                            |
| G. McGinnis 31 | Punti          | Z. Beaty 27                                    |            |                                            |
| B. Keller 4 | Assist         | W. Wise, G. Govan, J. Jones 3                  |            |                                            |
| G. McGinnis 17 | Rimbalzi       | W. Wise 15                                     |            |                                            |

| Indianapolis 18 aprile 1973 Gara 4                                                                 | Indiana Pacers | 103 – 104 (23-29, 33-24, 24-28, 23-23) referto | Utah Stars | Indiana State Fair Coliseum (10.079 spett.) |
| G. McGinnis 36 Punti J. Jones 34 B. Keller 7 Assist J. Jones 6 G. McGinnis 18 Rimbalzi Z. Beaty 11 |                |                                                |            |                                             |
| |                |                                                |            |                                             |
| G. McGinnis 36                                                                                     | Punti          | J. Jones 34                                    |            |                                             |
| B. Keller 7                                                                                        | Assist         | J. Jones 6                                     |            |                                             |
| G. McGinnis 18                                                                                     | Rimbalzi       | Z. Beaty 11                                    |            |                                             |

| Salt Lake City 19 aprile 1973 Gara 5                                                             | Utah Stars | 102 – 104 (28-29, 32-29, 24-26, 18-20) referto | Indiana Pacers | Salt Palace (12.453 spett.) |
| W. Wise 34 Punti M. Daniels 23 G. Govan 6 Assist D. Hillman 6 Z. Beaty 13 Rimbalzi D. Hillman 19 |            |                                                |                |                             |
|                                                                                                  |            |                                                |                |                             |
| W. Wise 34                                                                                       | Punti      | M. Daniels 23                                  |                |                             |
| G. Govan 6                                                                                       | Assist     | D. Hillman 6                                   |                |                             |
| Z. Beaty 13                                                                                      | Rimbalzi   | D. Hillman 19                                  |                |                             |

| Indianapolis 21 aprile 1973 Gara 6                                                                                     | Indiana Pacers | 107 – 98 (29-21, 26-32, 27-18, 25-27) referto | Utah Stars | Indiana State Fair Coliseum (9.529 spett.) |
| G. McGinnis 23 Punti W. Wise 17 F. Lewis 7 Assist G. Govan , J. Jones , B. Warren 4 M. Daniels 17 Rimbalzi G. Govan 12 |                |                                               |            |                                            |
| |                |                                               |            |                                            |
| G. McGinnis 23 | Punti          | W. Wise 17                                    |            |                                            |
| F. Lewis 7 | Assist         | G. Govan, J. Jones, B. Warren 4               |            |                                            |
| M. Daniels 17 | Rimbalzi       | G. Govan 12                                   |            |                                            |

PRECEDENTI IN REGULAR SEASON
| Regular Season 1972-73 | Utah Stars | 6 – 5 | Indiana Pacers | Referto 1 - Referto 2 - Referto 3 - Referto 4, Referto 5 - Referto 6, Referto 7 - Referto 8 - Referto 9 - Referto 10 - Referto 11 |
| Indiana Pacers 107 Indiana Pacers 135 Utah Stars 109 Utah Stars 111 Indiana Pacers 112 Indiana Pacers 118 Utah Stars 122 Indiana Pacers 113 Utah Stars 124 Indiana Pacers 113 Utah Stars 138 Punti 103 Utah Stars 124 Utah Stars 129 Indiana Pacers 105 Indiana Pacers 118 Utah Stars 125 Utah Stars 107 Indiana Pacers 86 Utah Stars 114 Indiana Pacers 106 Utah Stars 136 Indiana Pacers |            | |                | |
| |            | |                | |
| Indiana Pacers 107 Indiana Pacers 135 Utah Stars 109 Utah Stars 111 Indiana Pacers 112 Indiana Pacers 118 Utah Stars 122 Indiana Pacers 113 Utah Stars 124 Indiana Pacers 113 Utah Stars 138 | Punti      | 103 Utah Stars 124 Utah Stars 129 Indiana Pacers 105 Indiana Pacers 118 Utah Stars 125 Utah Stars 107 Indiana Pacers 86 Utah Stars 114 Indiana Pacers 106 Utah Stars 136 Indiana Pacers |                | |

PRECEDENTI NEI PLAYOFF
|  | Utah Stars (1971) | 1 – 2 | Indiana Pacers (1970, 1972) |  |

## ABA Finals 1973

### Kentucky Colonels - Indiana Pacers
RISULTATO FINALE
|  | Kentucky Colonels | 3 – 4 | Indiana Pacers |  |

PRECEDENTI IN REGULAR SEASON
| Regular Season 1972-73 | Kentucky Colonels | 4 – 4 | Indiana Pacers | Referto 1 - Referto 2 - Referto 3 - Referto 4, Referto 5 - Referto 6, Referto 7 - Referto 8 |
| Indiana Pacers 118 Indiana Pacers 109 Kentucky Colonels 121 Kentucky Colonels 129 Kentucky Colonels 109 Indiana Pacers 96 Indiana Pacers 110 Kentucky Colonels 98 Punti 116 Kentucky Colonels 99 Kentucky Colonels 114 Indiana Pacers 120 Indiana Pacers 107 Indiana Pacers 94 Kentucky Colonels 103 Kentucky Colonels 87 Indiana Pacers |                   | |                |                                                                                             |
| |                   | |                |                                                                                             |
| Indiana Pacers 118 Indiana Pacers 109 Kentucky Colonels 121 Kentucky Colonels 129 Kentucky Colonels 109 Indiana Pacers 96 Indiana Pacers 110 Kentucky Colonels 98 | Punti             | 116 Kentucky Colonels 99 Kentucky Colonels 114 Indiana Pacers 120 Indiana Pacers 107 Indiana Pacers 94 Kentucky Colonels 103 Kentucky Colonels 87 Indiana Pacers |                |                                                                                             |

PRECEDENTI NEI PLAYOFF
|  | Kentucky Colonels | 0 – 2 | Indiana Pacers (1969, 1970) |  |

#### Roster
| \| Pos. \| Num. \| Naz. \| Nome \| Altezza \| Peso \| Data nascita \| Provenienza \| \| ---- \| ---- \| ---- \| ----------------- \| ------- \| ------ \| ------------ \| ------------------------------- \| \| A \| 42 \| \| Chamberlain, Bill \| 198 cm \| 85 kg \| 16-12-1949 \| North Carolina \| \| G \| 10 \| \| Dampier, Louie \| 183 cm \| 77 kg \| 20-11-1944 \| Kentucky \| \| G \| 32 \| \| Gale, Mike \| 193 cm \| 84 kg \| 18-07-1950 \| Elizabeth City State University \| \| C \| 53 \| \| Gilmore, Artis \| 218 cm \| 109 kg \| 21-09-1949 \| Jacksonville \| \| A/C \| 44 \| \| Issel, Dan \| 206 cm \| 107 kg \| 25-10-1948 \| Kentucky \| \| A \| 4 \| \| Ladner, Wendell \| 196 cm \| 100 kg \| 06-10-1948 \| Southern Mississippi \| \| G \| 30 \| \| Mount, Rick \| 191 cm \| 79 kg \| 05-01-1947 \| Purdue \| \| G \| 14 \| \| O'Brien, Jim \| 185 cm \| 77 kg \| 09-04-1949 \| Boston College \| \| G/AP \| 15 \| \| Russell, Pierre \| 193 cm \| 86 kg \| 13-12-1949 \| Kansas \| \| G/AP \| 2 \| \| Simon, Walt \| 198 cm \| 91 kg \| 01-12-1939 \| Benedict \| \| G \| 8 \| \| Thomas, Ron \| 198 cm \| 98 kg \| 19-11-1950 \| Louisville \| \| A \| 24 \| \| Virden, Claude \| 198 cm \| 88 kg \| 25-11-1947 \| Murray State \| | Allenatore - Joe Mullaney Assistente/i - Bud Olsen (Vice-allenatore) - Lloyd Gardner (Preparatore atletico) Legenda - (C) Capitano - (FA) Free agent - (S) Sospeso - (TW) Contratto Two-way - (GL) Assegnato a squadra G League affiliata - Infortunato Roster |                        |                   |         |        |              |                                 |
| Pos. | Num. | Naz.                   | Nome              | Altezza | Peso   | Data nascita | Provenienza                     |
| A | 42 | Stati Uniti (bandiera) | Chamberlain, Bill | 198 cm  | 85 kg  | 16-12-1949   | North Carolina                  |
| G | 10 | Stati Uniti (bandiera) | Dampier, Louie    | 183 cm  | 77 kg  | 20-11-1944   | Kentucky                        |
| G | 32 | Stati Uniti (bandiera) | Gale, Mike        | 193 cm  | 84 kg  | 18-07-1950   | Elizabeth City State University |
| C | 53 | Stati Uniti (bandiera) | Gilmore, Artis    | 218 cm  | 109 kg | 21-09-1949   | Jacksonville                    |
| A/C | 44 | Stati Uniti (bandiera) | Issel, Dan        | 206 cm  | 107 kg | 25-10-1948   | Kentucky                        |
| A | 4 | Stati Uniti (bandiera) | Ladner, Wendell   | 196 cm  | 100 kg | 06-10-1948   | Southern Mississippi            |
| G | 30 | Stati Uniti (bandiera) | Mount, Rick       | 191 cm  | 79 kg  | 05-01-1947   | Purdue                          |
| G | 14 | Stati Uniti (bandiera) | O'Brien, Jim      | 185 cm  | 77 kg  | 09-04-1949   | Boston College                  |
| G/AP | 15 | Stati Uniti (bandiera) | Russell, Pierre   | 193 cm  | 86 kg  | 13-12-1949   | Kansas                          |
| G/AP | 2 | Stati Uniti (bandiera) | Simon, Walt       | 198 cm  | 91 kg  | 01-12-1939   | Benedict                        |
| G | 8 | Stati Uniti (bandiera) | Thomas, Ron       | 198 cm  | 98 kg  | 19-11-1950   | Louisville                      |
| A | 24 | Stati Uniti (bandiera) | Virden, Claude    | 198 cm  | 88 kg  | 25-11-1947   | Murray State                    |

| \| Pos. \| Num. \| Naz. \| Nome \| Altezza \| Peso \| Data nascita \| Provenienza \| \| ---- \| ---- \| ---- \| ---------------- \| ------- \| ------ \| ------------ \| -------------- \| \| A \| 22 \| \| Arnzen, Bob \| 196 cm \| 93 kg \| 03-11-1947 \| Notre Dame \| \| G/AP \| 35 \| \| Brown, Roger \| 196 cm \| 93 kg \| 22-05-1942 \| Dayton \| \| G \| 10 \| \| Buse, Don \| 193 cm \| 86 kg \| 10-08-1950 \| Evansville \| \| C \| 34 \| \| Daniels, Mel \| 206 cm \| 100 kg \| 20-07-1944 \| New Mexico \| \| G \| 13 \| \| Freeman, Donnie \| 191 cm \| 84 kg \| 18-07-1944 \| Illinois \| \| A/C \| 20 \| \| Hillman, Darnell \| 206 cm \| 98 kg \| 29-08-1949 \| San José State \| \| A/C \| 25 \| \| Johnson, Gus \| 198 cm \| 104 kg \| 13-12-1938 \| Idaho \| \| G \| 11 \| \| Keller, Bill \| 178 cm \| 80 kg \| 30-08-1947 \| Purdue \| \| G \| 14 \| \| Lewis, Freddie \| 183 cm \| 79 kg \| 01-07-1943 \| Arizona State \| \| A/C \| 30 \| \| McGinnis, George \| 203 cm \| 107 kg \| 12-08-1950 \| Indiana \| \| C \| 24 \| \| Newton, Bill \| 206 cm \| 100 kg \| 22-12-1950 \| LSU \| \| A/C \| 15 \| \| Peeples, George \| 201 cm \| 86 kg \| 30-10-1943 \| Iowa \| \| C \| 12 \| \| Raymond, Craig \| 211 cm \| 107 kg \| 05-04-1945 \| Brigham Young \| | Allenatore - Slick Leonard Assistente/i - Bobby Hooper (Vice-allenatore) - David Craig (Preparatore atletico) Legenda - (C) Capitano - (FA) Free agent - (S) Sospeso - (TW) Contratto Two-way - (GL) Assegnato a squadra G League affiliata - Infortunato Roster |                        |                  |         |        |              |                |
| Pos. | Num. | Naz.                   | Nome             | Altezza | Peso   | Data nascita | Provenienza    |
| A | 22 | Stati Uniti (bandiera) | Arnzen, Bob      | 196 cm  | 93 kg  | 03-11-1947   | Notre Dame     |
| G/AP | 35 | Stati Uniti (bandiera) | Brown, Roger     | 196 cm  | 93 kg  | 22-05-1942   | Dayton         |
| G | 10 | Stati Uniti (bandiera) | Buse, Don        | 193 cm  | 86 kg  | 10-08-1950   | Evansville     |
| C | 34 | Stati Uniti (bandiera) | Daniels, Mel     | 206 cm  | 100 kg | 20-07-1944   | New Mexico     |
| G | 13 | Stati Uniti (bandiera) | Freeman, Donnie  | 191 cm  | 84 kg  | 18-07-1944   | Illinois       |
| A/C | 20 | Stati Uniti (bandiera) | Hillman, Darnell | 206 cm  | 98 kg  | 29-08-1949   | San José State |
| A/C | 25 | Stati Uniti (bandiera) | Johnson, Gus     | 198 cm  | 104 kg | 13-12-1938   | Idaho          |
| G | 11 | Stati Uniti (bandiera) | Keller, Bill     | 178 cm  | 80 kg  | 30-08-1947   | Purdue         |
| G | 14 | Stati Uniti (bandiera) | Lewis, Freddie   | 183 cm  | 79 kg  | 01-07-1943   | Arizona State  |
| A/C | 30 | Stati Uniti (bandiera) | McGinnis, George | 203 cm  | 107 kg | 12-08-1950   | Indiana        |
| C | 24 | Stati Uniti (bandiera) | Newton, Bill     | 206 cm  | 100 kg | 22-12-1950   | LSU            |
| A/C | 15 | Stati Uniti (bandiera) | Peeples, George  | 201 cm  | 86 kg  | 30-10-1943   | Iowa           |
| C | 12 | Stati Uniti (bandiera) | Raymond, Craig   | 211 cm  | 107 kg | 05-04-1945   | Brigham Young  |

#### Risultati
| Louisville 28 aprile 1973 Gara 1 | Kentucky Colonels | 107 – 111 (d.1t.s.) (19-38, 32-27, 34-14, 15-21) (7-11) referto          | Indiana Pacers | Freedom Hall (12.119 spett.) |
| \| \| \| \| \| D. Issel 33 \| Punti \| F. Lewis 29 \| \| J. O'Brien 8 \| Assist \| F. Lewis 13 \| \| D. Issel 20 \| Rimbalzi \| M. Daniels 14 \| \| Dampier, Gilmore, Issel, Ladner, Mount, O'Brien, Russell, Simon, Thomas \| Formazioni \| Brown, Buse, Daniels, Freeman, Hillman, Johnson, Keller, Lewis, McGinnis \| |                   |                                                                          |                |                              |
| |                   |                                                                          |                |                              |
| D. Issel 33 | Punti             | F. Lewis 29                                                              |                |                              |
| J. O'Brien 8 | Assist            | F. Lewis 13                                                              |                |                              |
| D. Issel 20 | Rimbalzi          | M. Daniels 14                                                            |                |                              |
| Dampier, Gilmore, Issel, Ladner, Mount, O'Brien, Russell, Simon, Thomas | Formazioni        | Brown, Buse, Daniels, Freeman, Hillman, Johnson, Keller, Lewis, McGinnis |                |                              |

| Louisville 30 aprile 1973 Gara 2 | Kentucky Colonels | 114 – 102 (28-23, 29-24, 22-33, 35-22) referto                             | Indiana Pacers | Freedom Hall (13.408 spett.) |
| \| \| \| \| \| A. Gilmore 29 \| Punti \| G. McGinnis 28 \| \| J. O'Brien 10 \| Assist \| M. Daniels 4 \| \| A. Gilmore 26 \| Rimbalzi \| M. Daniels 16 \| \| Dampier, Gilmore, Issel, Ladner, Mount, O'Brien, Russell, Simon, Thomas \| Formazioni \| Arnzen, Brown, Daniels, Freeman, Hillman, Johnson, Keller, Lewis, McGinnis \| |                   |                                                                            |                |                              |
| |                   |                                                                            |                |                              |
| A. Gilmore 29 | Punti             | G. McGinnis 28                                                             |                |                              |
| J. O'Brien 10 | Assist            | M. Daniels 4                                                               |                |                              |
| A. Gilmore 26 | Rimbalzi          | M. Daniels 16                                                              |                |                              |
| Dampier, Gilmore, Issel, Ladner, Mount, O'Brien, Russell, Simon, Thomas | Formazioni        | Arnzen, Brown, Daniels, Freeman, Hillman, Johnson, Keller, Lewis, McGinnis |                |                              |

| Indianapolis 3 maggio 1973 Gara 3 | Indiana Pacers | 88 – 92 (14-26, 26-18, 27-22, 21-26) referto                    | Kentucky Colonels | Indiana State Fair Coliseum (10.079 spett.) |
| \| \| \| \| \| M. Daniels 21 \| Punti \| A. Gilmore 28 \| \| F. Lewis 8 \| Assist \| A. Gilmore, R. Mount, W. Simon 6 \| \| G. McGinnis 17 \| Rimbalzi \| A. Gilmore 16 \| \| Brown, Daniels, Freeman, Hillman, Johnson, Keller, Lewis, McGinnis \| Formazioni \| Dampier, Gilmore, Issel, Ladner, Mount, O'Brien, Russell, Simon \| |                |                                                                 |                   |                                             |
| |                |                                                                 |                   |                                             |
| M. Daniels 21 | Punti          | A. Gilmore 28                                                   |                   |                                             |
| F. Lewis 8 | Assist         | A. Gilmore, R. Mount, W. Simon 6                                |                   |                                             |
| G. McGinnis 17 | Rimbalzi       | A. Gilmore 16                                                   |                   |                                             |
| Brown, Daniels, Freeman, Hillman, Johnson, Keller, Lewis, McGinnis | Formazioni     | Dampier, Gilmore, Issel, Ladner, Mount, O'Brien, Russell, Simon |                   |                                             |

| Indianapolis 5 maggio 1973 Gara 4 | Indiana Pacers | 90 – 86 (29-22, 19-23, 26-27, 16-16) referto                  | Kentucky Colonels | Indiana State Fair Coliseum (9.498 spett.) |
| \| \| \| \| \| G. McGinnis 20 \| Punti \| D. Issel 21 \| \| F. Lewis 6 \| Assist \| W. Simon 4 \| \| D. Hillman 18 \| Rimbalzi \| D. Issel 15 \| \| Brown, Buse, Daniels, Freeman, Hillman, Johnson, Lewis, McGinnis \| Formazioni \| Dampier, Gilmore, Issel, Ladner, Mount, O'Brien, Simon Thomas \| |                |                                                               |                   |                                            |
| |                |                                                               |                   |                                            |
| G. McGinnis 20 | Punti          | D. Issel 21                                                   |                   |                                            |
| F. Lewis 6 | Assist         | W. Simon 4                                                    |                   |                                            |
| D. Hillman 18 | Rimbalzi       | D. Issel 15                                                   |                   |                                            |
| Brown, Buse, Daniels, Freeman, Hillman, Johnson, Lewis, McGinnis | Formazioni     | Dampier, Gilmore, Issel, Ladner, Mount, O'Brien, Simon Thomas |                   |                                            |

| Indianapolis 8 maggio 1973 Gara 5 | Kentucky Colonels | 89 – 86 (24-19, 18-23, 22-20, 22-27) referto                    | Indiana Pacers | Indiana State Fair Coliseum (16.779 spett.) |
| \| \| \| \| \| D. Issel 31 \| Punti \| F. Lewis 31 \| \| A. Gilmore 11 \| Assist \| M. Daniels, D. Freeman 3 \| \| A. Gilmore 17 \| Rimbalzi \| M. Daniels 20 \| \| Dampier, Gale, Gilmore, Issel, Ladner, Mount, O'Brien, Simon Thomas \| Formazioni \| Brown, Buse, Daniels, Freeman, Hillman, Keller, Lewis, McGinnis \| |                   |                                                                 |                |                                             |
| |                   |                                                                 |                |                                             |
| D. Issel 31 | Punti             | F. Lewis 31                                                     |                |                                             |
| A. Gilmore 11 | Assist            | M. Daniels, D. Freeman 3                                        |                |                                             |
| A. Gilmore 17 | Rimbalzi          | M. Daniels 20                                                   |                |                                             |
| Dampier, Gale, Gilmore, Issel, Ladner, Mount, O'Brien, Simon Thomas | Formazioni        | Brown, Buse, Daniels, Freeman, Hillman, Keller, Lewis, McGinnis |                |                                             |

| Louisville 10 maggio 1973 Gara 6 | Indiana Pacers | 93 – 109 (24-28, 19-27, 33-25, 17-29) referto                       | Kentucky Colonels | Freedom Hall (10.079 spett.) |
| \| \| \| \| \| G. McGinnis 26 \| Punti \| A. Gilmore 29 \| \| D. Freeman 7 \| Assist \| L. Dampier 7 \| \| G. McGinnis 15 \| Rimbalzi \| A. Gilmore 21 \| \| Arnzen, Brown, Buse, Daniels, Freeman, Hillman, Johnson, Keller, Lewis, McGinnis \| Formazioni \| Dampier, Gale, Gilmore, Issel, Ladner, Mount, O'Brien, Simon Thomas \| |                |                                                                     |                   |                              |
| |                |                                                                     |                   |                              |
| G. McGinnis 26 | Punti          | A. Gilmore 29                                                       |                   |                              |
| D. Freeman 7 | Assist         | L. Dampier 7                                                        |                   |                              |
| G. McGinnis 15 | Rimbalzi       | A. Gilmore 21                                                       |                   |                              |
| Arnzen, Brown, Buse, Daniels, Freeman, Hillman, Johnson, Keller, Lewis, McGinnis | Formazioni     | Dampier, Gale, Gilmore, Issel, Ladner, Mount, O'Brien, Simon Thomas |                   |                              |

| Louisville 12 maggio 1973 Gara 7 | Kentucky Colonels | 81 – 88 (18-24, 23-18, 11-24, 29-22) referto                             | Indiana Pacers | Freedom Hall (16.597 spett.) |
| \| \| \| \| \| A. Gilmore 19 \| Punti \| G. McGinnis 27 \| \| D. Issel 4 \| Assist \| D. Freeman, R. Brown, B. Keller 4 \| \| A. Gilmore 17 \| Rimbalzi \| D. Hillman 13 \| \| Dampier, Gale, Gilmore, Issel, Ladner, Mount, O'Brien, Russell, Simon Thomas \| Formazioni \| Brown, Buse, Daniels, Freeman, Hillman, Johnson, Keller, Lewis, McGinnis \| |                   |                                                                          |                |                              |
| |                   |                                                                          |                |                              |
| A. Gilmore 19 | Punti             | G. McGinnis 27                                                           |                |                              |
| D. Issel 4 | Assist            | D. Freeman, R. Brown, B. Keller 4                                        |                |                              |
| A. Gilmore 17 | Rimbalzi          | D. Hillman 13                                                            |                |                              |
| Dampier, Gale, Gilmore, Issel, Ladner, Mount, O'Brien, Russell, Simon Thomas | Formazioni        | Brown, Buse, Daniels, Freeman, Hillman, Johnson, Keller, Lewis, McGinnis |                |                              |

| Campione ABA 1973        |
| ------------------------ |
| Indiana Pacers 3º titolo |

#### Hall of famer
| ABA Finals | Atleta          | Squadra           | Anno |            |
| ---------- | --------------- | ----------------- | ---- | ---------- |
| Giocatore  | Louie Dampier   | Kentucky Colonels | 2015 | Giocatore  |
| Giocatore  | Artis Gilmore   | Kentucky Colonels | 2011 | Giocatore  |
| Giocatore  | Dan Issel       | Kentucky Colonels | 1993 | Giocatore  |
| Giocatore  | Roger Brown     | Indiana Pacers    | 2013 | Giocatore  |
| Giocatore  | Mel Daniels     | Indiana Pacers    | 2012 | Giocatore  |
| Giocatore  | Gus Johnson     | Indiana Pacers    | 2010 | Giocatore  |
| Giocatore  | George McGinnis | Indiana Pacers    | 2017 | Giocatore  |
| Allenatore | Slick Leonard   | Indiana Pacers    | 2014 | Allenatore |

#### MVP delle Finali
- #30 George McGinnis, Indiana Pacers.

## Squadra vincitrice

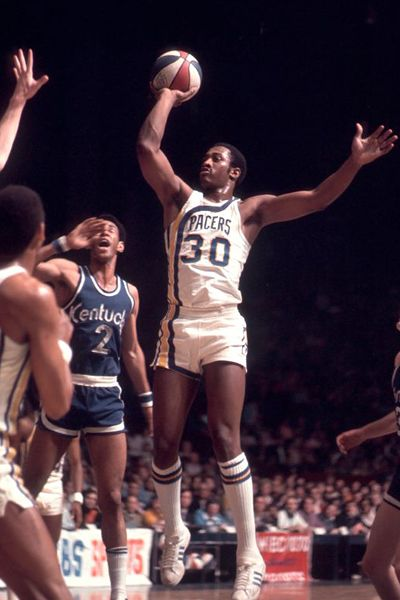
1. 30 George McGinnis, Indiana Pacers.

| N° | Naz.                   | Ruolo | Sportivo        |  | Alt. |  |
| -- | ---------------------- | ----- | --------------- |  | ---- |  |
| 10 | Stati Uniti (bandiera) | P     | Don Buse        |  | 193  |  |
| 11 | Stati Uniti (bandiera) | P     | Billy Keller    |  | 179  |  |
| 13 | Stati Uniti (bandiera) | G     | Donnie Freeman  |  | 191  |  |
| 14 | Stati Uniti (bandiera) | P     | Freddie Lewis   |  | 184  |  |
| 20 | Stati Uniti (bandiera) | AG    | Darnell Hillman |  | 206  |  |
| 22 | Stati Uniti (bandiera) | AP    | Bob Arnzen      |  | 196  |  |
| 24 | Stati Uniti (bandiera) | C     | Bill Newton     |  | 206  |  |
| 25 | Stati Uniti (bandiera) | AG    | Gus Johnson     |  | 198  |  |
| 30 | Stati Uniti (bandiera) | AG    | George McGinnis |  | 203  |  |
| 34 | Stati Uniti (bandiera) | C     | Mel Daniels     |  | 206  |  |
| 35 | Stati Uniti (bandiera) | AP    | Roger Brown     |  | 196  |  |
|    | Stati Uniti (bandiera) | All.  | Slick Leonard   |  |      |  |

## Statistiche
Aggiornate al 29 gennaio 2022.
| Categoria | Giocatore       | Squadra          | Media | PG |
| --------- | --------------- | ---------------- | ----- | -- |
| Punti     | Julius Erving   | Virginia Squires | 29,6  | 5  |
| Rimbalzi  | Mel Daniels     | Indiana Pacers   | 13,8  | 18 |
| Assist    | Bill Melchionni | N.Y. Nets        | 6,2   | 5  |